# Assassination Classroom: Graduation
Série
Assassination Classroom
(2015)
Pour plus de détails, voir Fiche technique et Distribution.
Assassination Classroom: Graduation (暗殺教室　卒業編, Ansatsu kyōshitsu: sotsugyō hen) est un film japonais réalisé par Eiichirō Hasumi, sorti en 2016.
C'est la suite du film Assassination Classroom sorti en 2015. Les deux films sont une adaptation du manga du même nom.

## Synopsis
Les élèves de la classe 3-E (3-End)  n'ont pas réussi à tuer leur professeur Koro-sensei durant les six premiers mois de l'année scolaire. Le festival de l'école doit leur donner de nouvelles occasions d'y parvenir. À la surprise générale, Kaede Kayano parvient presque à le tuer. Koro-sensei dévoile alors ses origines, sa relation avec la sœur de Kaede Kayano, et le rôle du docteur Kōtarō Yanagisawa.

## Fiche technique
- Titre original : 暗殺教室　卒業編 , Ansatsu kyōshitsu: sotsugyō hen
- Titre français : Assassination Classroom: Graduation
- Réalisation : Eiichirō Hasumi
- Scénario : Tatsuya Kanazawa d'après le manga de Yūsei Matsui
- Pays d'origine : Japon
- Format : couleurs - 35 mm
- Genre : Comédie, action et science-fiction
- Durée : 118 minutes
- Date de sortie :
  - 25 mars 2016 :  Japon

## Distribution
- Kazunari Ninomiya : Koro-sensei
- Mirei Kiritani : Aguri Yukimura
- Ryōsuke Yamada : Nagisa Shiota
- Maika Yamamoto : Kaede Kayano / Akari Yukimura
- Hiroki Narimiya : Shiro / Kōtarō Yanagisawa